# Індійська задача
Індійська задача — найбільш відома задача в історії шахової композиції. Зміст задачі — критичний хід білого слона, потім його перекриття білою турою для створення батареї й усунення пату чорному королю, і наостанку — гра створеної батареї.

## Історія
В 1845 році була прислана задача з Делі для англійського журналу «Chess Players Chronicle» і Французького журналу «Palamed» за підписом — Shagird (гінді शिक्षार्थी), що на мові гінді означає — учень, початківець. Через 60 років англійський шаховий композитор Джон Кіблі встановив, що автором задачі є англійський капелан Генрі Ловдей (03.08.1815 — 09.01.1848), який в той час перебував на службі в Індії.
В першій публікації задача мала авторське рішення в чотири ходи, але шахісти того часу побачили ряд недоліків, серед яких побічні рішення і дуалі. 
|   | a | b | c | d | e | f | g | h |   |
| 8 | b6 чорний пішак · h6 білий слон · b5 чорний пішак · e5 чорний пішак · e4 чорний король · g4 білий пішак · b3 білий пішак · f3 чорний кінь · a2 білий пішак · f2 білий пішак · g2 білий слон · a1 білий король · d1 біла тура | b6 чорний пішак · h6 білий слон · b5 чорний пішак · e5 чорний пішак · e4 чорний король · g4 білий пішак · b3 білий пішак · f3 чорний кінь · a2 білий пішак · f2 білий пішак · g2 білий слон · a1 білий король · d1 біла тура | b6 чорний пішак · h6 білий слон · b5 чорний пішак · e5 чорний пішак · e4 чорний король · g4 білий пішак · b3 білий пішак · f3 чорний кінь · a2 білий пішак · f2 білий пішак · g2 білий слон · a1 білий король · d1 біла тура | b6 чорний пішак · h6 білий слон · b5 чорний пішак · e5 чорний пішак · e4 чорний король · g4 білий пішак · b3 білий пішак · f3 чорний кінь · a2 білий пішак · f2 білий пішак · g2 білий слон · a1 білий король · d1 біла тура | b6 чорний пішак · h6 білий слон · b5 чорний пішак · e5 чорний пішак · e4 чорний король · g4 білий пішак · b3 білий пішак · f3 чорний кінь · a2 білий пішак · f2 білий пішак · g2 білий слон · a1 білий король · d1 біла тура | b6 чорний пішак · h6 білий слон · b5 чорний пішак · e5 чорний пішак · e4 чорний король · g4 білий пішак · b3 білий пішак · f3 чорний кінь · a2 білий пішак · f2 білий пішак · g2 білий слон · a1 білий король · d1 біла тура | b6 чорний пішак · h6 білий слон · b5 чорний пішак · e5 чорний пішак · e4 чорний король · g4 білий пішак · b3 білий пішак · f3 чорний кінь · a2 білий пішак · f2 білий пішак · g2 білий слон · a1 білий король · d1 біла тура | b6 чорний пішак · h6 білий слон · b5 чорний пішак · e5 чорний пішак · e4 чорний король · g4 білий пішак · b3 білий пішак · f3 чорний кінь · a2 білий пішак · f2 білий пішак · g2 білий слон · a1 білий король · d1 біла тура | 8 |
| 7 | b6 чорний пішак · h6 білий слон · b5 чорний пішак · e5 чорний пішак · e4 чорний король · g4 білий пішак · b3 білий пішак · f3 чорний кінь · a2 білий пішак · f2 білий пішак · g2 білий слон · a1 білий король · d1 біла тура | b6 чорний пішак · h6 білий слон · b5 чорний пішак · e5 чорний пішак · e4 чорний король · g4 білий пішак · b3 білий пішак · f3 чорний кінь · a2 білий пішак · f2 білий пішак · g2 білий слон · a1 білий король · d1 біла тура | b6 чорний пішак · h6 білий слон · b5 чорний пішак · e5 чорний пішак · e4 чорний король · g4 білий пішак · b3 білий пішак · f3 чорний кінь · a2 білий пішак · f2 білий пішак · g2 білий слон · a1 білий король · d1 біла тура | b6 чорний пішак · h6 білий слон · b5 чорний пішак · e5 чорний пішак · e4 чорний король · g4 білий пішак · b3 білий пішак · f3 чорний кінь · a2 білий пішак · f2 білий пішак · g2 білий слон · a1 білий король · d1 біла тура | b6 чорний пішак · h6 білий слон · b5 чорний пішак · e5 чорний пішак · e4 чорний король · g4 білий пішак · b3 білий пішак · f3 чорний кінь · a2 білий пішак · f2 білий пішак · g2 білий слон · a1 білий король · d1 біла тура | b6 чорний пішак · h6 білий слон · b5 чорний пішак · e5 чорний пішак · e4 чорний король · g4 білий пішак · b3 білий пішак · f3 чорний кінь · a2 білий пішак · f2 білий пішак · g2 білий слон · a1 білий король · d1 біла тура | b6 чорний пішак · h6 білий слон · b5 чорний пішак · e5 чорний пішак · e4 чорний король · g4 білий пішак · b3 білий пішак · f3 чорний кінь · a2 білий пішак · f2 білий пішак · g2 білий слон · a1 білий король · d1 біла тура | b6 чорний пішак · h6 білий слон · b5 чорний пішак · e5 чорний пішак · e4 чорний король · g4 білий пішак · b3 білий пішак · f3 чорний кінь · a2 білий пішак · f2 білий пішак · g2 білий слон · a1 білий король · d1 біла тура | 7 |
| 6 | b6 чорний пішак · h6 білий слон · b5 чорний пішак · e5 чорний пішак · e4 чорний король · g4 білий пішак · b3 білий пішак · f3 чорний кінь · a2 білий пішак · f2 білий пішак · g2 білий слон · a1 білий король · d1 біла тура | b6 чорний пішак · h6 білий слон · b5 чорний пішак · e5 чорний пішак · e4 чорний король · g4 білий пішак · b3 білий пішак · f3 чорний кінь · a2 білий пішак · f2 білий пішак · g2 білий слон · a1 білий король · d1 біла тура | b6 чорний пішак · h6 білий слон · b5 чорний пішак · e5 чорний пішак · e4 чорний король · g4 білий пішак · b3 білий пішак · f3 чорний кінь · a2 білий пішак · f2 білий пішак · g2 білий слон · a1 білий король · d1 біла тура | b6 чорний пішак · h6 білий слон · b5 чорний пішак · e5 чорний пішак · e4 чорний король · g4 білий пішак · b3 білий пішак · f3 чорний кінь · a2 білий пішак · f2 білий пішак · g2 білий слон · a1 білий король · d1 біла тура | b6 чорний пішак · h6 білий слон · b5 чорний пішак · e5 чорний пішак · e4 чорний король · g4 білий пішак · b3 білий пішак · f3 чорний кінь · a2 білий пішак · f2 білий пішак · g2 білий слон · a1 білий король · d1 біла тура | b6 чорний пішак · h6 білий слон · b5 чорний пішак · e5 чорний пішак · e4 чорний король · g4 білий пішак · b3 білий пішак · f3 чорний кінь · a2 білий пішак · f2 білий пішак · g2 білий слон · a1 білий король · d1 біла тура | b6 чорний пішак · h6 білий слон · b5 чорний пішак · e5 чорний пішак · e4 чорний король · g4 білий пішак · b3 білий пішак · f3 чорний кінь · a2 білий пішак · f2 білий пішак · g2 білий слон · a1 білий король · d1 біла тура | b6 чорний пішак · h6 білий слон · b5 чорний пішак · e5 чорний пішак · e4 чорний король · g4 білий пішак · b3 білий пішак · f3 чорний кінь · a2 білий пішак · f2 білий пішак · g2 білий слон · a1 білий король · d1 біла тура | 6 |
| 5 | b6 чорний пішак · h6 білий слон · b5 чорний пішак · e5 чорний пішак · e4 чорний король · g4 білий пішак · b3 білий пішак · f3 чорний кінь · a2 білий пішак · f2 білий пішак · g2 білий слон · a1 білий король · d1 біла тура | b6 чорний пішак · h6 білий слон · b5 чорний пішак · e5 чорний пішак · e4 чорний король · g4 білий пішак · b3 білий пішак · f3 чорний кінь · a2 білий пішак · f2 білий пішак · g2 білий слон · a1 білий король · d1 біла тура | b6 чорний пішак · h6 білий слон · b5 чорний пішак · e5 чорний пішак · e4 чорний король · g4 білий пішак · b3 білий пішак · f3 чорний кінь · a2 білий пішак · f2 білий пішак · g2 білий слон · a1 білий король · d1 біла тура | b6 чорний пішак · h6 білий слон · b5 чорний пішак · e5 чорний пішак · e4 чорний король · g4 білий пішак · b3 білий пішак · f3 чорний кінь · a2 білий пішак · f2 білий пішак · g2 білий слон · a1 білий король · d1 біла тура | b6 чорний пішак · h6 білий слон · b5 чорний пішак · e5 чорний пішак · e4 чорний король · g4 білий пішак · b3 білий пішак · f3 чорний кінь · a2 білий пішак · f2 білий пішак · g2 білий слон · a1 білий король · d1 біла тура | b6 чорний пішак · h6 білий слон · b5 чорний пішак · e5 чорний пішак · e4 чорний король · g4 білий пішак · b3 білий пішак · f3 чорний кінь · a2 білий пішак · f2 білий пішак · g2 білий слон · a1 білий король · d1 біла тура | b6 чорний пішак · h6 білий слон · b5 чорний пішак · e5 чорний пішак · e4 чорний король · g4 білий пішак · b3 білий пішак · f3 чорний кінь · a2 білий пішак · f2 білий пішак · g2 білий слон · a1 білий король · d1 біла тура | b6 чорний пішак · h6 білий слон · b5 чорний пішак · e5 чорний пішак · e4 чорний король · g4 білий пішак · b3 білий пішак · f3 чорний кінь · a2 білий пішак · f2 білий пішак · g2 білий слон · a1 білий король · d1 біла тура | 5 |
| 4 | b6 чорний пішак · h6 білий слон · b5 чорний пішак · e5 чорний пішак · e4 чорний король · g4 білий пішак · b3 білий пішак · f3 чорний кінь · a2 білий пішак · f2 білий пішак · g2 білий слон · a1 білий король · d1 біла тура | b6 чорний пішак · h6 білий слон · b5 чорний пішак · e5 чорний пішак · e4 чорний король · g4 білий пішак · b3 білий пішак · f3 чорний кінь · a2 білий пішак · f2 білий пішак · g2 білий слон · a1 білий король · d1 біла тура | b6 чорний пішак · h6 білий слон · b5 чорний пішак · e5 чорний пішак · e4 чорний король · g4 білий пішак · b3 білий пішак · f3 чорний кінь · a2 білий пішак · f2 білий пішак · g2 білий слон · a1 білий король · d1 біла тура | b6 чорний пішак · h6 білий слон · b5 чорний пішак · e5 чорний пішак · e4 чорний король · g4 білий пішак · b3 білий пішак · f3 чорний кінь · a2 білий пішак · f2 білий пішак · g2 білий слон · a1 білий король · d1 біла тура | b6 чорний пішак · h6 білий слон · b5 чорний пішак · e5 чорний пішак · e4 чорний король · g4 білий пішак · b3 білий пішак · f3 чорний кінь · a2 білий пішак · f2 білий пішак · g2 білий слон · a1 білий король · d1 біла тура | b6 чорний пішак · h6 білий слон · b5 чорний пішак · e5 чорний пішак · e4 чорний король · g4 білий пішак · b3 білий пішак · f3 чорний кінь · a2 білий пішак · f2 білий пішак · g2 білий слон · a1 білий король · d1 біла тура | b6 чорний пішак · h6 білий слон · b5 чорний пішак · e5 чорний пішак · e4 чорний король · g4 білий пішак · b3 білий пішак · f3 чорний кінь · a2 білий пішак · f2 білий пішак · g2 білий слон · a1 білий король · d1 біла тура | b6 чорний пішак · h6 білий слон · b5 чорний пішак · e5 чорний пішак · e4 чорний король · g4 білий пішак · b3 білий пішак · f3 чорний кінь · a2 білий пішак · f2 білий пішак · g2 білий слон · a1 білий король · d1 біла тура | 4 |
| 3 | b6 чорний пішак · h6 білий слон · b5 чорний пішак · e5 чорний пішак · e4 чорний король · g4 білий пішак · b3 білий пішак · f3 чорний кінь · a2 білий пішак · f2 білий пішак · g2 білий слон · a1 білий король · d1 біла тура | b6 чорний пішак · h6 білий слон · b5 чорний пішак · e5 чорний пішак · e4 чорний король · g4 білий пішак · b3 білий пішак · f3 чорний кінь · a2 білий пішак · f2 білий пішак · g2 білий слон · a1 білий король · d1 біла тура | b6 чорний пішак · h6 білий слон · b5 чорний пішак · e5 чорний пішак · e4 чорний король · g4 білий пішак · b3 білий пішак · f3 чорний кінь · a2 білий пішак · f2 білий пішак · g2 білий слон · a1 білий король · d1 біла тура | b6 чорний пішак · h6 білий слон · b5 чорний пішак · e5 чорний пішак · e4 чорний король · g4 білий пішак · b3 білий пішак · f3 чорний кінь · a2 білий пішак · f2 білий пішак · g2 білий слон · a1 білий король · d1 біла тура | b6 чорний пішак · h6 білий слон · b5 чорний пішак · e5 чорний пішак · e4 чорний король · g4 білий пішак · b3 білий пішак · f3 чорний кінь · a2 білий пішак · f2 білий пішак · g2 білий слон · a1 білий король · d1 біла тура | b6 чорний пішак · h6 білий слон · b5 чорний пішак · e5 чорний пішак · e4 чорний король · g4 білий пішак · b3 білий пішак · f3 чорний кінь · a2 білий пішак · f2 білий пішак · g2 білий слон · a1 білий король · d1 біла тура | b6 чорний пішак · h6 білий слон · b5 чорний пішак · e5 чорний пішак · e4 чорний король · g4 білий пішак · b3 білий пішак · f3 чорний кінь · a2 білий пішак · f2 білий пішак · g2 білий слон · a1 білий король · d1 біла тура | b6 чорний пішак · h6 білий слон · b5 чорний пішак · e5 чорний пішак · e4 чорний король · g4 білий пішак · b3 білий пішак · f3 чорний кінь · a2 білий пішак · f2 білий пішак · g2 білий слон · a1 білий король · d1 біла тура | 3 |
| 2 | b6 чорний пішак · h6 білий слон · b5 чорний пішак · e5 чорний пішак · e4 чорний король · g4 білий пішак · b3 білий пішак · f3 чорний кінь · a2 білий пішак · f2 білий пішак · g2 білий слон · a1 білий король · d1 біла тура | b6 чорний пішак · h6 білий слон · b5 чорний пішак · e5 чорний пішак · e4 чорний король · g4 білий пішак · b3 білий пішак · f3 чорний кінь · a2 білий пішак · f2 білий пішак · g2 білий слон · a1 білий король · d1 біла тура | b6 чорний пішак · h6 білий слон · b5 чорний пішак · e5 чорний пішак · e4 чорний король · g4 білий пішак · b3 білий пішак · f3 чорний кінь · a2 білий пішак · f2 білий пішак · g2 білий слон · a1 білий король · d1 біла тура | b6 чорний пішак · h6 білий слон · b5 чорний пішак · e5 чорний пішак · e4 чорний король · g4 білий пішак · b3 білий пішак · f3 чорний кінь · a2 білий пішак · f2 білий пішак · g2 білий слон · a1 білий король · d1 біла тура | b6 чорний пішак · h6 білий слон · b5 чорний пішак · e5 чорний пішак · e4 чорний король · g4 білий пішак · b3 білий пішак · f3 чорний кінь · a2 білий пішак · f2 білий пішак · g2 білий слон · a1 білий король · d1 біла тура | b6 чорний пішак · h6 білий слон · b5 чорний пішак · e5 чорний пішак · e4 чорний король · g4 білий пішак · b3 білий пішак · f3 чорний кінь · a2 білий пішак · f2 білий пішак · g2 білий слон · a1 білий король · d1 біла тура | b6 чорний пішак · h6 білий слон · b5 чорний пішак · e5 чорний пішак · e4 чорний король · g4 білий пішак · b3 білий пішак · f3 чорний кінь · a2 білий пішак · f2 білий пішак · g2 білий слон · a1 білий король · d1 біла тура | b6 чорний пішак · h6 білий слон · b5 чорний пішак · e5 чорний пішак · e4 чорний король · g4 білий пішак · b3 білий пішак · f3 чорний кінь · a2 білий пішак · f2 білий пішак · g2 білий слон · a1 білий король · d1 біла тура | 2 |
| 1 | b6 чорний пішак · h6 білий слон · b5 чорний пішак · e5 чорний пішак · e4 чорний король · g4 білий пішак · b3 білий пішак · f3 чорний кінь · a2 білий пішак · f2 білий пішак · g2 білий слон · a1 білий король · d1 біла тура | b6 чорний пішак · h6 білий слон · b5 чорний пішак · e5 чорний пішак · e4 чорний король · g4 білий пішак · b3 білий пішак · f3 чорний кінь · a2 білий пішак · f2 білий пішак · g2 білий слон · a1 білий король · d1 біла тура | b6 чорний пішак · h6 білий слон · b5 чорний пішак · e5 чорний пішак · e4 чорний король · g4 білий пішак · b3 білий пішак · f3 чорний кінь · a2 білий пішак · f2 білий пішак · g2 білий слон · a1 білий король · d1 біла тура | b6 чорний пішак · h6 білий слон · b5 чорний пішак · e5 чорний пішак · e4 чорний король · g4 білий пішак · b3 білий пішак · f3 чорний кінь · a2 білий пішак · f2 білий пішак · g2 білий слон · a1 білий король · d1 біла тура | b6 чорний пішак · h6 білий слон · b5 чорний пішак · e5 чорний пішак · e4 чорний король · g4 білий пішак · b3 білий пішак · f3 чорний кінь · a2 білий пішак · f2 білий пішак · g2 білий слон · a1 білий король · d1 біла тура | b6 чорний пішак · h6 білий слон · b5 чорний пішак · e5 чорний пішак · e4 чорний король · g4 білий пішак · b3 білий пішак · f3 чорний кінь · a2 білий пішак · f2 білий пішак · g2 білий слон · a1 білий король · d1 біла тура | b6 чорний пішак · h6 білий слон · b5 чорний пішак · e5 чорний пішак · e4 чорний король · g4 білий пішак · b3 білий пішак · f3 чорний кінь · a2 білий пішак · f2 білий пішак · g2 білий слон · a1 білий король · d1 біла тура | b6 чорний пішак · h6 білий слон · b5 чорний пішак · e5 чорний пішак · e4 чорний король · g4 білий пішак · b3 білий пішак · f3 чорний кінь · a2 білий пішак · f2 білий пішак · g2 білий слон · a1 білий король · d1 біла тура | 1 |
|   | a | b | c | d | e | f | g | h |   |

	
Авторське рішення:
1. Lc1! b4 2. Td2! b5 3. Lh1 Kf4 4. Td4#
Задача має ряд побічних рішень:
1. Le3, Lg5, Td8,Td7, Td6, Kb2, Kb1!
Було зроблено кілька редакцій виправлення задачі з подальшим передрукуванням різними виданнями з посиланням на першоджерело. Нижче приводиться одне з виправлень зі збереженням завдання у 4 ходи.
|   | a | b | c | d | e | f | g | h |   |
| 8 | h6 білий слон · a5 чорний пішак · e5 чорний пішак · b4 чорний пішак · e4 чорний король · g4 білий пішак · b3 білий пішак · f3 чорний кінь · a2 білий король · f2 білий пішак · g2 білий слон · d1 біла тура | h6 білий слон · a5 чорний пішак · e5 чорний пішак · b4 чорний пішак · e4 чорний король · g4 білий пішак · b3 білий пішак · f3 чорний кінь · a2 білий король · f2 білий пішак · g2 білий слон · d1 біла тура | h6 білий слон · a5 чорний пішак · e5 чорний пішак · b4 чорний пішак · e4 чорний король · g4 білий пішак · b3 білий пішак · f3 чорний кінь · a2 білий король · f2 білий пішак · g2 білий слон · d1 біла тура | h6 білий слон · a5 чорний пішак · e5 чорний пішак · b4 чорний пішак · e4 чорний король · g4 білий пішак · b3 білий пішак · f3 чорний кінь · a2 білий король · f2 білий пішак · g2 білий слон · d1 біла тура | h6 білий слон · a5 чорний пішак · e5 чорний пішак · b4 чорний пішак · e4 чорний король · g4 білий пішак · b3 білий пішак · f3 чорний кінь · a2 білий король · f2 білий пішак · g2 білий слон · d1 біла тура | h6 білий слон · a5 чорний пішак · e5 чорний пішак · b4 чорний пішак · e4 чорний король · g4 білий пішак · b3 білий пішак · f3 чорний кінь · a2 білий король · f2 білий пішак · g2 білий слон · d1 біла тура | h6 білий слон · a5 чорний пішак · e5 чорний пішак · b4 чорний пішак · e4 чорний король · g4 білий пішак · b3 білий пішак · f3 чорний кінь · a2 білий король · f2 білий пішак · g2 білий слон · d1 біла тура | h6 білий слон · a5 чорний пішак · e5 чорний пішак · b4 чорний пішак · e4 чорний король · g4 білий пішак · b3 білий пішак · f3 чорний кінь · a2 білий король · f2 білий пішак · g2 білий слон · d1 біла тура | 8 |
| 7 | h6 білий слон · a5 чорний пішак · e5 чорний пішак · b4 чорний пішак · e4 чорний король · g4 білий пішак · b3 білий пішак · f3 чорний кінь · a2 білий король · f2 білий пішак · g2 білий слон · d1 біла тура | h6 білий слон · a5 чорний пішак · e5 чорний пішак · b4 чорний пішак · e4 чорний король · g4 білий пішак · b3 білий пішак · f3 чорний кінь · a2 білий король · f2 білий пішак · g2 білий слон · d1 біла тура | h6 білий слон · a5 чорний пішак · e5 чорний пішак · b4 чорний пішак · e4 чорний король · g4 білий пішак · b3 білий пішак · f3 чорний кінь · a2 білий король · f2 білий пішак · g2 білий слон · d1 біла тура | h6 білий слон · a5 чорний пішак · e5 чорний пішак · b4 чорний пішак · e4 чорний король · g4 білий пішак · b3 білий пішак · f3 чорний кінь · a2 білий король · f2 білий пішак · g2 білий слон · d1 біла тура | h6 білий слон · a5 чорний пішак · e5 чорний пішак · b4 чорний пішак · e4 чорний король · g4 білий пішак · b3 білий пішак · f3 чорний кінь · a2 білий король · f2 білий пішак · g2 білий слон · d1 біла тура | h6 білий слон · a5 чорний пішак · e5 чорний пішак · b4 чорний пішак · e4 чорний король · g4 білий пішак · b3 білий пішак · f3 чорний кінь · a2 білий король · f2 білий пішак · g2 білий слон · d1 біла тура | h6 білий слон · a5 чорний пішак · e5 чорний пішак · b4 чорний пішак · e4 чорний король · g4 білий пішак · b3 білий пішак · f3 чорний кінь · a2 білий король · f2 білий пішак · g2 білий слон · d1 біла тура | h6 білий слон · a5 чорний пішак · e5 чорний пішак · b4 чорний пішак · e4 чорний король · g4 білий пішак · b3 білий пішак · f3 чорний кінь · a2 білий король · f2 білий пішак · g2 білий слон · d1 біла тура | 7 |
| 6 | h6 білий слон · a5 чорний пішак · e5 чорний пішак · b4 чорний пішак · e4 чорний король · g4 білий пішак · b3 білий пішак · f3 чорний кінь · a2 білий король · f2 білий пішак · g2 білий слон · d1 біла тура | h6 білий слон · a5 чорний пішак · e5 чорний пішак · b4 чорний пішак · e4 чорний король · g4 білий пішак · b3 білий пішак · f3 чорний кінь · a2 білий король · f2 білий пішак · g2 білий слон · d1 біла тура | h6 білий слон · a5 чорний пішак · e5 чорний пішак · b4 чорний пішак · e4 чорний король · g4 білий пішак · b3 білий пішак · f3 чорний кінь · a2 білий король · f2 білий пішак · g2 білий слон · d1 біла тура | h6 білий слон · a5 чорний пішак · e5 чорний пішак · b4 чорний пішак · e4 чорний король · g4 білий пішак · b3 білий пішак · f3 чорний кінь · a2 білий король · f2 білий пішак · g2 білий слон · d1 біла тура | h6 білий слон · a5 чорний пішак · e5 чорний пішак · b4 чорний пішак · e4 чорний король · g4 білий пішак · b3 білий пішак · f3 чорний кінь · a2 білий король · f2 білий пішак · g2 білий слон · d1 біла тура | h6 білий слон · a5 чорний пішак · e5 чорний пішак · b4 чорний пішак · e4 чорний король · g4 білий пішак · b3 білий пішак · f3 чорний кінь · a2 білий король · f2 білий пішак · g2 білий слон · d1 біла тура | h6 білий слон · a5 чорний пішак · e5 чорний пішак · b4 чорний пішак · e4 чорний король · g4 білий пішак · b3 білий пішак · f3 чорний кінь · a2 білий король · f2 білий пішак · g2 білий слон · d1 біла тура | h6 білий слон · a5 чорний пішак · e5 чорний пішак · b4 чорний пішак · e4 чорний король · g4 білий пішак · b3 білий пішак · f3 чорний кінь · a2 білий король · f2 білий пішак · g2 білий слон · d1 біла тура | 6 |
| 5 | h6 білий слон · a5 чорний пішак · e5 чорний пішак · b4 чорний пішак · e4 чорний король · g4 білий пішак · b3 білий пішак · f3 чорний кінь · a2 білий король · f2 білий пішак · g2 білий слон · d1 біла тура | h6 білий слон · a5 чорний пішак · e5 чорний пішак · b4 чорний пішак · e4 чорний король · g4 білий пішак · b3 білий пішак · f3 чорний кінь · a2 білий король · f2 білий пішак · g2 білий слон · d1 біла тура | h6 білий слон · a5 чорний пішак · e5 чорний пішак · b4 чорний пішак · e4 чорний король · g4 білий пішак · b3 білий пішак · f3 чорний кінь · a2 білий король · f2 білий пішак · g2 білий слон · d1 біла тура | h6 білий слон · a5 чорний пішак · e5 чорний пішак · b4 чорний пішак · e4 чорний король · g4 білий пішак · b3 білий пішак · f3 чорний кінь · a2 білий король · f2 білий пішак · g2 білий слон · d1 біла тура | h6 білий слон · a5 чорний пішак · e5 чорний пішак · b4 чорний пішак · e4 чорний король · g4 білий пішак · b3 білий пішак · f3 чорний кінь · a2 білий король · f2 білий пішак · g2 білий слон · d1 біла тура | h6 білий слон · a5 чорний пішак · e5 чорний пішак · b4 чорний пішак · e4 чорний король · g4 білий пішак · b3 білий пішак · f3 чорний кінь · a2 білий король · f2 білий пішак · g2 білий слон · d1 біла тура | h6 білий слон · a5 чорний пішак · e5 чорний пішак · b4 чорний пішак · e4 чорний король · g4 білий пішак · b3 білий пішак · f3 чорний кінь · a2 білий король · f2 білий пішак · g2 білий слон · d1 біла тура | h6 білий слон · a5 чорний пішак · e5 чорний пішак · b4 чорний пішак · e4 чорний король · g4 білий пішак · b3 білий пішак · f3 чорний кінь · a2 білий король · f2 білий пішак · g2 білий слон · d1 біла тура | 5 |
| 4 | h6 білий слон · a5 чорний пішак · e5 чорний пішак · b4 чорний пішак · e4 чорний король · g4 білий пішак · b3 білий пішак · f3 чорний кінь · a2 білий король · f2 білий пішак · g2 білий слон · d1 біла тура | h6 білий слон · a5 чорний пішак · e5 чорний пішак · b4 чорний пішак · e4 чорний король · g4 білий пішак · b3 білий пішак · f3 чорний кінь · a2 білий король · f2 білий пішак · g2 білий слон · d1 біла тура | h6 білий слон · a5 чорний пішак · e5 чорний пішак · b4 чорний пішак · e4 чорний король · g4 білий пішак · b3 білий пішак · f3 чорний кінь · a2 білий король · f2 білий пішак · g2 білий слон · d1 біла тура | h6 білий слон · a5 чорний пішак · e5 чорний пішак · b4 чорний пішак · e4 чорний король · g4 білий пішак · b3 білий пішак · f3 чорний кінь · a2 білий король · f2 білий пішак · g2 білий слон · d1 біла тура | h6 білий слон · a5 чорний пішак · e5 чорний пішак · b4 чорний пішак · e4 чорний король · g4 білий пішак · b3 білий пішак · f3 чорний кінь · a2 білий король · f2 білий пішак · g2 білий слон · d1 біла тура | h6 білий слон · a5 чорний пішак · e5 чорний пішак · b4 чорний пішак · e4 чорний король · g4 білий пішак · b3 білий пішак · f3 чорний кінь · a2 білий король · f2 білий пішак · g2 білий слон · d1 біла тура | h6 білий слон · a5 чорний пішак · e5 чорний пішак · b4 чорний пішак · e4 чорний король · g4 білий пішак · b3 білий пішак · f3 чорний кінь · a2 білий король · f2 білий пішак · g2 білий слон · d1 біла тура | h6 білий слон · a5 чорний пішак · e5 чорний пішак · b4 чорний пішак · e4 чорний король · g4 білий пішак · b3 білий пішак · f3 чорний кінь · a2 білий король · f2 білий пішак · g2 білий слон · d1 біла тура | 4 |
| 3 | h6 білий слон · a5 чорний пішак · e5 чорний пішак · b4 чорний пішак · e4 чорний король · g4 білий пішак · b3 білий пішак · f3 чорний кінь · a2 білий король · f2 білий пішак · g2 білий слон · d1 біла тура | h6 білий слон · a5 чорний пішак · e5 чорний пішак · b4 чорний пішак · e4 чорний король · g4 білий пішак · b3 білий пішак · f3 чорний кінь · a2 білий король · f2 білий пішак · g2 білий слон · d1 біла тура | h6 білий слон · a5 чорний пішак · e5 чорний пішак · b4 чорний пішак · e4 чорний король · g4 білий пішак · b3 білий пішак · f3 чорний кінь · a2 білий король · f2 білий пішак · g2 білий слон · d1 біла тура | h6 білий слон · a5 чорний пішак · e5 чорний пішак · b4 чорний пішак · e4 чорний король · g4 білий пішак · b3 білий пішак · f3 чорний кінь · a2 білий король · f2 білий пішак · g2 білий слон · d1 біла тура | h6 білий слон · a5 чорний пішак · e5 чорний пішак · b4 чорний пішак · e4 чорний король · g4 білий пішак · b3 білий пішак · f3 чорний кінь · a2 білий король · f2 білий пішак · g2 білий слон · d1 біла тура | h6 білий слон · a5 чорний пішак · e5 чорний пішак · b4 чорний пішак · e4 чорний король · g4 білий пішак · b3 білий пішак · f3 чорний кінь · a2 білий король · f2 білий пішак · g2 білий слон · d1 біла тура | h6 білий слон · a5 чорний пішак · e5 чорний пішак · b4 чорний пішак · e4 чорний король · g4 білий пішак · b3 білий пішак · f3 чорний кінь · a2 білий король · f2 білий пішак · g2 білий слон · d1 біла тура | h6 білий слон · a5 чорний пішак · e5 чорний пішак · b4 чорний пішак · e4 чорний король · g4 білий пішак · b3 білий пішак · f3 чорний кінь · a2 білий король · f2 білий пішак · g2 білий слон · d1 біла тура | 3 |
| 2 | h6 білий слон · a5 чорний пішак · e5 чорний пішак · b4 чорний пішак · e4 чорний король · g4 білий пішак · b3 білий пішак · f3 чорний кінь · a2 білий король · f2 білий пішак · g2 білий слон · d1 біла тура | h6 білий слон · a5 чорний пішак · e5 чорний пішак · b4 чорний пішак · e4 чорний король · g4 білий пішак · b3 білий пішак · f3 чорний кінь · a2 білий король · f2 білий пішак · g2 білий слон · d1 біла тура | h6 білий слон · a5 чорний пішак · e5 чорний пішак · b4 чорний пішак · e4 чорний король · g4 білий пішак · b3 білий пішак · f3 чорний кінь · a2 білий король · f2 білий пішак · g2 білий слон · d1 біла тура | h6 білий слон · a5 чорний пішак · e5 чорний пішак · b4 чорний пішак · e4 чорний король · g4 білий пішак · b3 білий пішак · f3 чорний кінь · a2 білий король · f2 білий пішак · g2 білий слон · d1 біла тура | h6 білий слон · a5 чорний пішак · e5 чорний пішак · b4 чорний пішак · e4 чорний король · g4 білий пішак · b3 білий пішак · f3 чорний кінь · a2 білий король · f2 білий пішак · g2 білий слон · d1 біла тура | h6 білий слон · a5 чорний пішак · e5 чорний пішак · b4 чорний пішак · e4 чорний король · g4 білий пішак · b3 білий пішак · f3 чорний кінь · a2 білий король · f2 білий пішак · g2 білий слон · d1 біла тура | h6 білий слон · a5 чорний пішак · e5 чорний пішак · b4 чорний пішак · e4 чорний король · g4 білий пішак · b3 білий пішак · f3 чорний кінь · a2 білий король · f2 білий пішак · g2 білий слон · d1 біла тура | h6 білий слон · a5 чорний пішак · e5 чорний пішак · b4 чорний пішак · e4 чорний король · g4 білий пішак · b3 білий пішак · f3 чорний кінь · a2 білий король · f2 білий пішак · g2 білий слон · d1 біла тура | 2 |
| 1 | h6 білий слон · a5 чорний пішак · e5 чорний пішак · b4 чорний пішак · e4 чорний король · g4 білий пішак · b3 білий пішак · f3 чорний кінь · a2 білий король · f2 білий пішак · g2 білий слон · d1 біла тура | h6 білий слон · a5 чорний пішак · e5 чорний пішак · b4 чорний пішак · e4 чорний король · g4 білий пішак · b3 білий пішак · f3 чорний кінь · a2 білий король · f2 білий пішак · g2 білий слон · d1 біла тура | h6 білий слон · a5 чорний пішак · e5 чорний пішак · b4 чорний пішак · e4 чорний король · g4 білий пішак · b3 білий пішак · f3 чорний кінь · a2 білий король · f2 білий пішак · g2 білий слон · d1 біла тура | h6 білий слон · a5 чорний пішак · e5 чорний пішак · b4 чорний пішак · e4 чорний король · g4 білий пішак · b3 білий пішак · f3 чорний кінь · a2 білий король · f2 білий пішак · g2 білий слон · d1 біла тура | h6 білий слон · a5 чорний пішак · e5 чорний пішак · b4 чорний пішак · e4 чорний король · g4 білий пішак · b3 білий пішак · f3 чорний кінь · a2 білий король · f2 білий пішак · g2 білий слон · d1 біла тура | h6 білий слон · a5 чорний пішак · e5 чорний пішак · b4 чорний пішак · e4 чорний король · g4 білий пішак · b3 білий пішак · f3 чорний кінь · a2 білий король · f2 білий пішак · g2 білий слон · d1 біла тура | h6 білий слон · a5 чорний пішак · e5 чорний пішак · b4 чорний пішак · e4 чорний король · g4 білий пішак · b3 білий пішак · f3 чорний кінь · a2 білий король · f2 білий пішак · g2 білий слон · d1 біла тура | h6 білий слон · a5 чорний пішак · e5 чорний пішак · b4 чорний пішак · e4 чорний король · g4 білий пішак · b3 білий пішак · f3 чорний кінь · a2 білий король · f2 білий пішак · g2 білий слон · d1 біла тура | 1 |
|   | a | b | c | d | e | f | g | h |   |

1. Lc1! a4 2. Td2! ab 3. ab Kf4 4. Td4#
        2. ... a3 3. Kb1, Lh1 Kf4 4. Td4#
Виправлення задачі в 4 ходи, вже без побічних рішень, але з дуаллю на 3-тім ході.

## Значення для шахової композиції
Індійська задача дала назву темі в шаховій композиції — Індійська тема, а також, після публікацій в багатьох європейських шахових журналах, вплинула на розвиток тематики логічної школи.